# La boja
La boja és una drama o tragèdia contemporània amb elements realistes en tres actes i en vers, escrita per Àngel Guimerà. L'autor la va dedicar a Salvador Mir i Pujol, empresari del teatre Novedades de Barcelona en el període 1890-1895, i representat per primera vegada en aquest teatre el 15 de novembre de 1890.
És, d'una banda, l'aproximació a un realisme més sincer, expressat tant en el plantejament de les trames com en la sobrietat del registre lingüístic, i, per l'altra, la creació d'unes constants temàtiques que l'autor ja no abandonaria, sinó que més aviat aprofundiria en la seva producció posterior, com el romanticisme i l'historicisme. Recórrer a conflictes passionals que implicaven en el fons una relació de poder subratllava, sovint, la problemàtica de la inadaptació per mitjà de l'orfandat i/o el mestissatge. Sobre aquest fons es projecten unes relacions que contenen elements més o menys evidents de masoquisme i de sensualitat turmentada.
Joana, la boja, és una dona marginada que s'enamora de l'ermità Albert, un home que en el passat va assassinar el seu germà i la dona que estimava i que l'enganyava amb son germà. La dependència emocional malaltissa de la boja amb la seva mare podria haver-se inspirat amb la relació que tenia Guimerà amb la seva mare. Només es conserven apunts sobre els dos primers actes. El tercer acte podria incloure l'empresonament, el judici i l'execució de la protagonista.
L'obra no va agradar, no era del gust de les obres del moment, i les crítiques van ser dolentes. A l'Avenç van exposar com l'obra era molt esperada, però havia decebut perquè de tant natural que volia ser mostrava un brutalisme exagerat que no encaixava amb les convencions de l'època. Així mateix, en destacava els "pensaments notables", les "escenes grandioses", però reblava que "si l'argument és extraordinari i incomprensible en l'època actual, el mitjà on es desenvolupa ens ha semblat, en general, igualment fals".

## Repartiment de l'estrena
- Joana: Carlota de Mena.
- Germà Albert: Teodor Bonaplata.
- Damià: Antoni Tutau.
- Mossèn Jordi: Miquel Pigrau.
- Enric: Ramon Soler
- Blasi: Joan Oliva.
- Nofre: Enric Guitart.
- Manel: Josep Asperó.
- Quim: Lluís Muns.
- Minaires, homes i dones, guàrdies civils.
- Direcció artística: Antoni Tutau.